# Sara Latife Ruiz Chávez
Pour les articles homonymes, voir Ruiz.
Sara Latife Ruiz Chavez (21 octobre 1976). est une personnalité politique mexicaine, membre du Parti révolutionnaire institutionnel, elle occupe les fonctions de députée fédérale.